# شهرک، تاجیکستان
شهرک (به لاتین: Shahrak) یک منطقهٔ مسکونی در تاجیکستان است که در ناحیه اسفره واقع شده‌است. شهرک ۱۶٬۵۵۵ نفر جمعیت دارد.